# سوزانا کلارک
سوزانا کلارک (انگلیسی: Susanna Clarke؛ زادهٔ ۱ نوامبر ۱۹۵۹) رمان‌نویس اهل بریتانیا است.
وی برندهٔ جوایزی همچون جایزه ادبیات داستانی زنان، جایزه ادبی هوگو برای بهترین رمان، و جایزه جهانی فانتری برای رمان شده‌است.